# СК Фаетано
СК „Фаетано“ (на италиански: Società Calcio Faetano) е футболен клуб от едноименния град в Сан Марино.

## История
Клубът е основан през 1962 година.
Домакинските си срещи играе на „Стадио Олимпико“ в Серавале с капацитет 4 770 места.
Трикратен шампион на Сан Марино, 3-кратен носител на Купата и веднъж на Суперкупата. 

## Успехи
- Шампионат на Сан Марино:
  -  Шампиони (3): 1985/86, 1990/91, 1998/99
  -  Сребърен медал (1): 1986/87
- Купа Титано (Купа на Сан Марино): 
  -  Носител (3): 1993, 1994, 1998
  -  Финалист (1): 2013/14
- Суперкупа/Трофео Федерале: 
  -  Носител (1): 1994
  -  Финалист (5): 1986, 1993, 1999, 2008, 2010